# 184 Carinae
184 Carinae (M Carinae) é uma estrela na direção da Carina. Possui uma ascensão reta de 10h 13m 30.68s e uma declinação de −66° 22′ 22.2″. Sua magnitude aparente é igual a 5.15. Considerando sua distância de 304 anos-luz em relação à Terra, sua magnitude absoluta é igual a 0.31. Pertence à classe espectral Am.